# Michal Rohel
Michal Rohel (* 16. února 1977) je bývalý český florbalový hráč, kapitán reprezentace a trojnásobný mistr Česka. Jako hráč nejvyšší české florbalové soutěže byl aktivní od jejího založení v roce 1993 do roku 2005.

## Klubová kariéra
Rohel se k florbalu dostal v roce 1993 v 16 letech v klubu North Stars Ostrava. V nejvyšší florbalové soutěži působil od jejího založení. Za North Stars odehrál dvě sezóny, ve kterých byl nejproduktivnějším hráčem týmu. Na začátku ročníku 1995/1996 přestoupil do 1. SC SSK Vítkovice, se kterými hned získal první mistrovský titul klubu. V následujícím ročníku v prvním play-off titul obhájili, i když Rohel ve finálové sérii pro zranění nehrál. Třetí titul získal v sezóně 1999/2000, ve které již byl nejproduktivnějším hráčem Vítkovic.
Za Vítkovice hrál dalších pět sezón až do roku 2005. V tomto období získali tři bronzové medaile a Rohel působil v týmu i jako kapitán. Celkově je nejproduktivnějším Vítkovickým hráčem v historii.

## Reprezentační kariéra
Rohel reprezentoval Česko na prvních čtyřech mistrovstvích světa mezi lety 1996 a 2002. Na svém posledním Mistrovství v roce 2002, kde Češi skončili na čtvrtém místě, byl kapitánem týmu a ve skupině vstřelil gól v prvním vítězném zápasu Česka proti Finsku v historii.
Mistrovství v roce 2004 se pro nemoc nezúčastnil, přišel tak o první medaili české reprezentace.
| Umístění | Soutěž                                       |
| -------- | -------------------------------------------- |
| 4.       | Mistrovství světa ve florbale 1996           |
| 6.       | Mistrovství světa ve florbale 1998           |
| 6.       | Mistrovství světa ve florbale 2000           |
| 4.       | Mistrovství světa ve florbale 2002 (kapitán) |

## Televize
Po konci své vrcholové hráčské kariéry působil externě jako florbalový expert v České televizi.